# داء الأسبست
داء الأسبست أو داء الأميانت أو الأسبستوز التهاب طويل المدى وتليف رئوي للرئتين بسبب الأسبست. قد تشمل الأعراض ضيق التنفس، والسعال ، والأزيز، وألم الصدر. قد تشمل المضاعفات سرطان الرئة، وورم الظهارة المتوسطة، وأمراض القلب الرئوية.
يحدث داءالأسبست عن طريق استنشاق ألياف الأسبست. يتطلب ذلك بشكل عام تعرضًا كبيرًا نسبيًا على مدى فترة زمنية طويلة. يحدث عادةً التعرض لتلك المستويات فقط مع أولئك الذين يعملون مع المادة. ترتبط جميع أنواع ألياف الأسبست بمخاوف. من المستحسن عمومًا ترك الأسبست الموجود حاليًا دون عائق. يعتمد التشخيص على تاريخ التعرض مع التصوير التشخيصي الطبي. يُعتبر داء الأسبست نوعًا من التليف الرئوي الخلالي.
لا يوجد علاج محدد لداء الأسبست. قد تشمل التوصيات التلقيح ضد الأنفلونزا، والتطعيم ضد المكورات الرئوية، والعلاج بالأكسجين، والتوقف عن التدخين. أثّر تليف الأسبست على حوالي 157000 شخص وأسفر عن 3600 حالة وفاة في عام 2015. تم حظر استخدام الأسبست في عدد من البلدان في محاولة للوقاية من المرض.

## العلامات والأعراض
تظهر علامات وأعراض داء الأسبست عادةً بعد مرور قدر كبير من الوقت بعد التعرض للأسبست، وغالبًا ما يكون ذلك لعدة عقود في ظل الظروف الحالية في الولايات المتحدة. عادةً ما يكون العرَض الأولي لتليف الرئتين الأسبستى هو البداية البطيئة لضيق التنفس، خاصةً مع النشاط البدني. قد تُعاني الحالات المتقدّمة سريريًا لداء الأسبست من الفشل التنفسي. عندما يستمع طبيب بالسماعة إلى رئتي شخص مصاب بالتليف الرئوي الأسبستي، قد يسمع صوت طقطقة (كراكر).
يُعتبر تقييد النفس الرئوي هو العلامة المُميزة في اختبارات وظائف التنفس في داء الأسبست. يتجلّى ذلك في انخفاض حجم الرئة، ولا سيما السعة الحيوية) (VC) وسعة الرئة الكلية (TLC). قد تنخفض سعة الرئة الكلية TLC من خلال زيادة سماكة الجدار الرئوي؛ ومع ذلك، لا يكون الحال هذا دائمًا. يتم الحفاظ على وظيفة التنفس، كما تعكسها FEV1 / FVC، بشكل جيد. في الحالات الشديدة، قد يؤدي الانخفاض الشديد في وظائف الرئة بسبب تليف الرئتين وتقليل سعة الرئة الكلية TLC إلى مرض القلب الرئوي. بالإضافة إلى تقييد التنفس، قد ينتج عن داء الأسبست انخفاض في قدرة الانتشار ونقص تأكسج الدم في دم الشرايين.

## السبب
يظهر أن سبب تليف الرئتين هو استنشاق ألياف الأسبست المجهرية المُعلّقة في الهواء. وجد ميرويزر في الثلاثينيات أنه كلّما زاد التعرض، أدّى ذلك إلى مخاطر أكبر.

## التشخيص

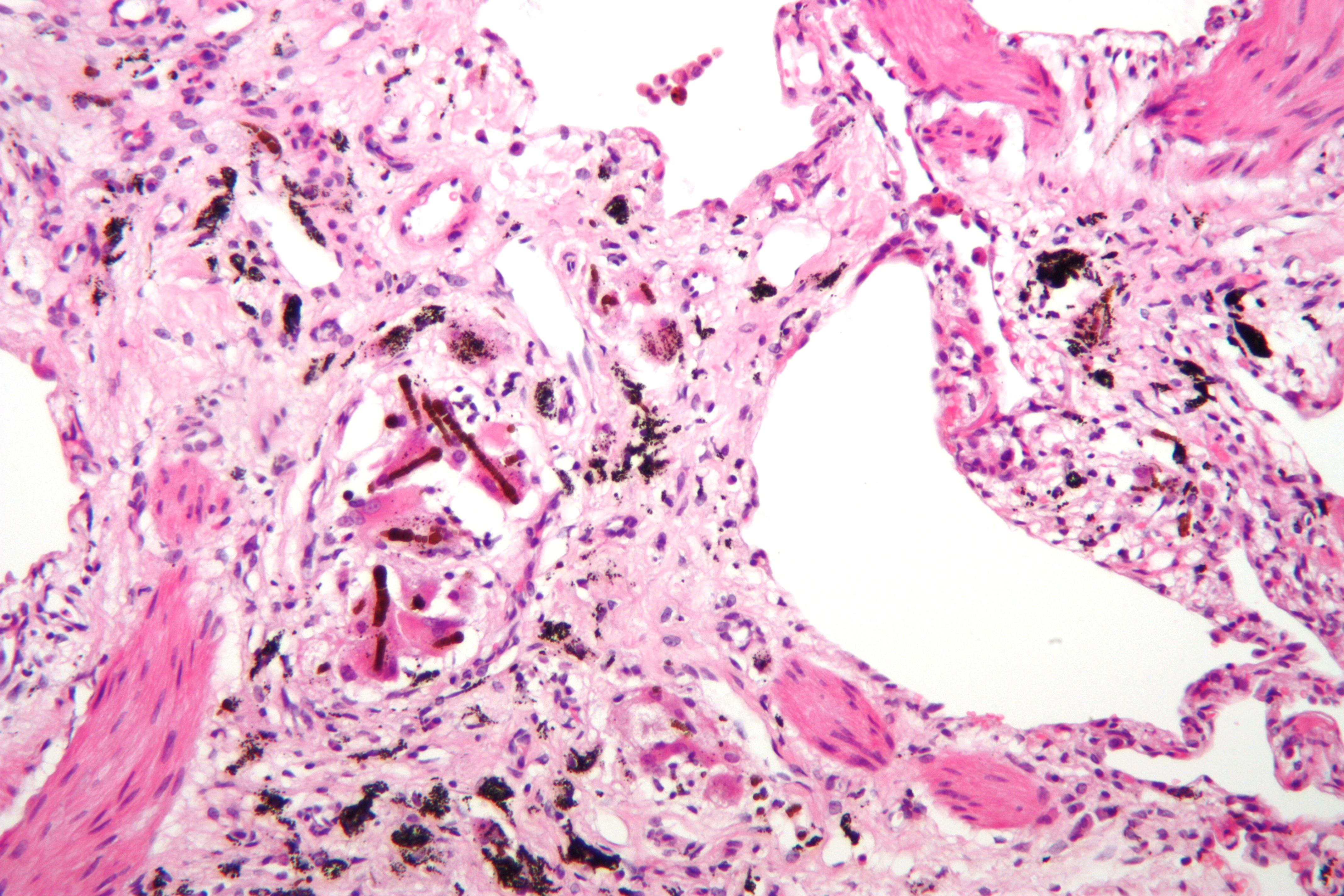
صورة مجهرية للتليف الرئوي تظهر الأجسام الحدية المميزة والتليف الخلالي الملحوظ (أو الندوب).

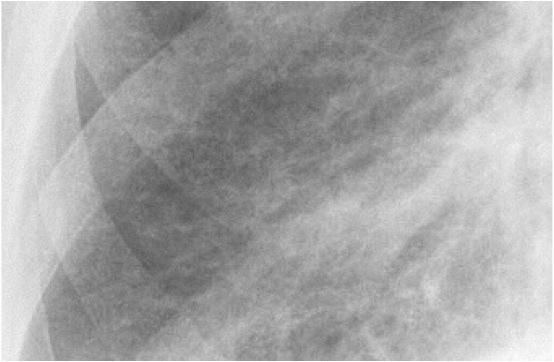
داء الأسبست عن قرب

تظهر الأشعة الجانبية للصدر تكتلات الأسبست في الحجاب الحاجز.

وفقًا لجمعية أمراض الصدر الأمريكية (ATS)، فإن معايير التشخيص العامة للتليف الرئوي الأسبستوسي هي:
- دليل على وجود علامة باثولوجية مُميزة بما يتفق مع داء الأسبست، كما هو موثق من قبل التصوير أو دراسة الأنسجة.
- دليل على التعرض للأسبست كما هو موثق من قبل التاريخ المهني والبيئي، مع وجود علامات التعرض (مثل تأثر الغشاء البلوري)، أو وجود تكتُّلات للأسبست، أو وسائل أخرى.
- استبعاد الأسباب المعقولة البديلة.

تبقى أشعة الصدر غير الطبيعية وتفسيرها أهم العوامل في إثبات وجود التليف الرئوي. تظهر النتائج عادة على شكل عتمات متنيّة صغيرة غير منتظمة في الجزء السفلي للرئة. يُستحدم نظام تصنيف منظمة العمل الدولية، "s" ، "t"، و / أو "u" عتامة الغلبة. يُعتبر التصوير المقطعي المحوسب أو التصوير المقطعي المحوسب عالي الدقة أكثر حساسية من التصوير الاشعاعي العادي في الكشف عن التليف الرئوي (وكذلك أي تغييرات كامنة في الغشاء البلوري). يعاني أكثر من 50 ٪ من المصابين بالتليف الرئوي من وجود تكتلات للأسبست في الغشاء الجداري البلوري، وانكماش المسافة بين جدار الصدر والرئتين. وبمجرد ظهور تلك التكتلات، قد تتطور النتائج الإشعاعية في الأسبست ببطء أو تظل ساكنة، حتى في غياب المزيد من التعرض لمادة الأسبست.

## التشخيص التفريقي
يشبه داء الأسبست العديد من أمراض الرئة الخلالية المنتشرة، بما في ذلك تغبر الرئة. يشمل التشخيص التفريقي التليف الرئوي مجهول السبب (IPF)، والتهاب فرط التحسس الرئوي، و داء الساركويد، وغيرها. قد يوفر وجود تكتلات الأسبست في الغشا البلوري دليلًا داعمًا للتشخيص بداء الأسبست. على الرغم من أن خزعة الرئة ليست ضرورية في الغالب، فإن وجود أجسام الأسبستوس بالتوافق مع التليف الرئوي يثبت التشخيص. تشير أجسام الأسبست في غياب التليف إلى التعرض للأسبست، وليس المرض.

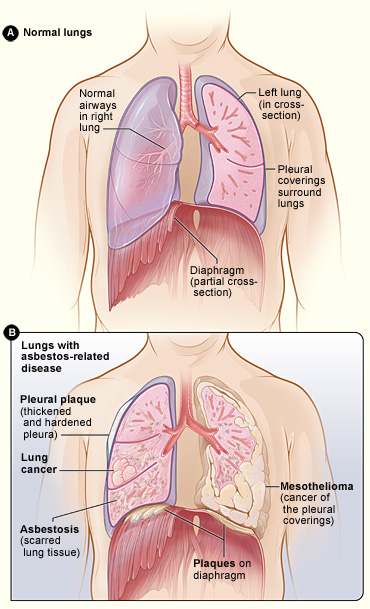
ويبين الشكل A موقع الرئتين والممرات الهوائية وغشاء الجنب، والحجاب الحاجز في الجسم. ويوضح الشكل (B) الرئتين بالأمراض المرتبطة بالأسبست، بما في ذلك التكتلات الرئوية، وسرطان الرئة، والتليف الرئوي، والبلاك على الحجاب الحاجز، وورم الظهارة المتوسطة.
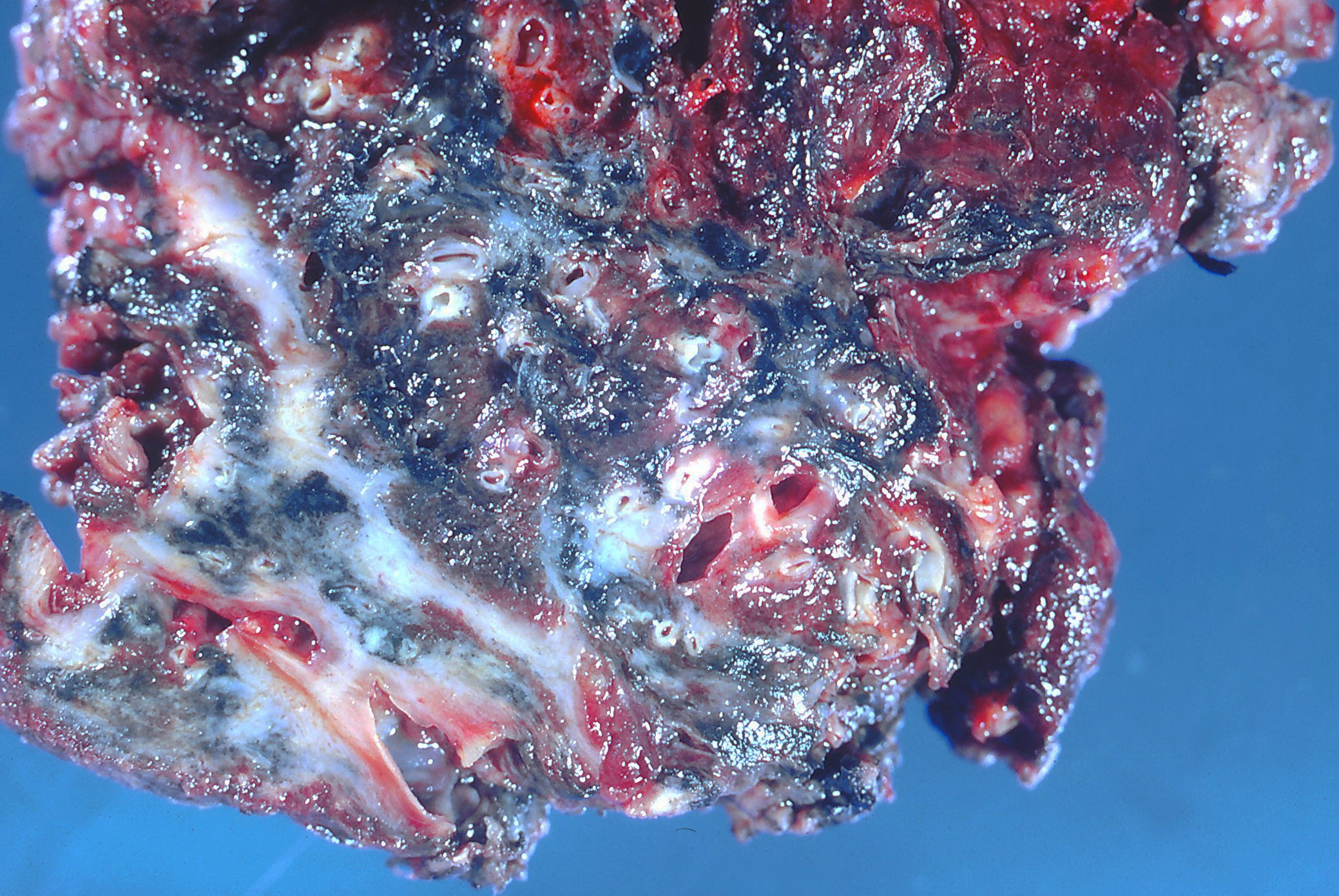
تليف رئوي حاد للغشاء البلوري ونسيج الرئة
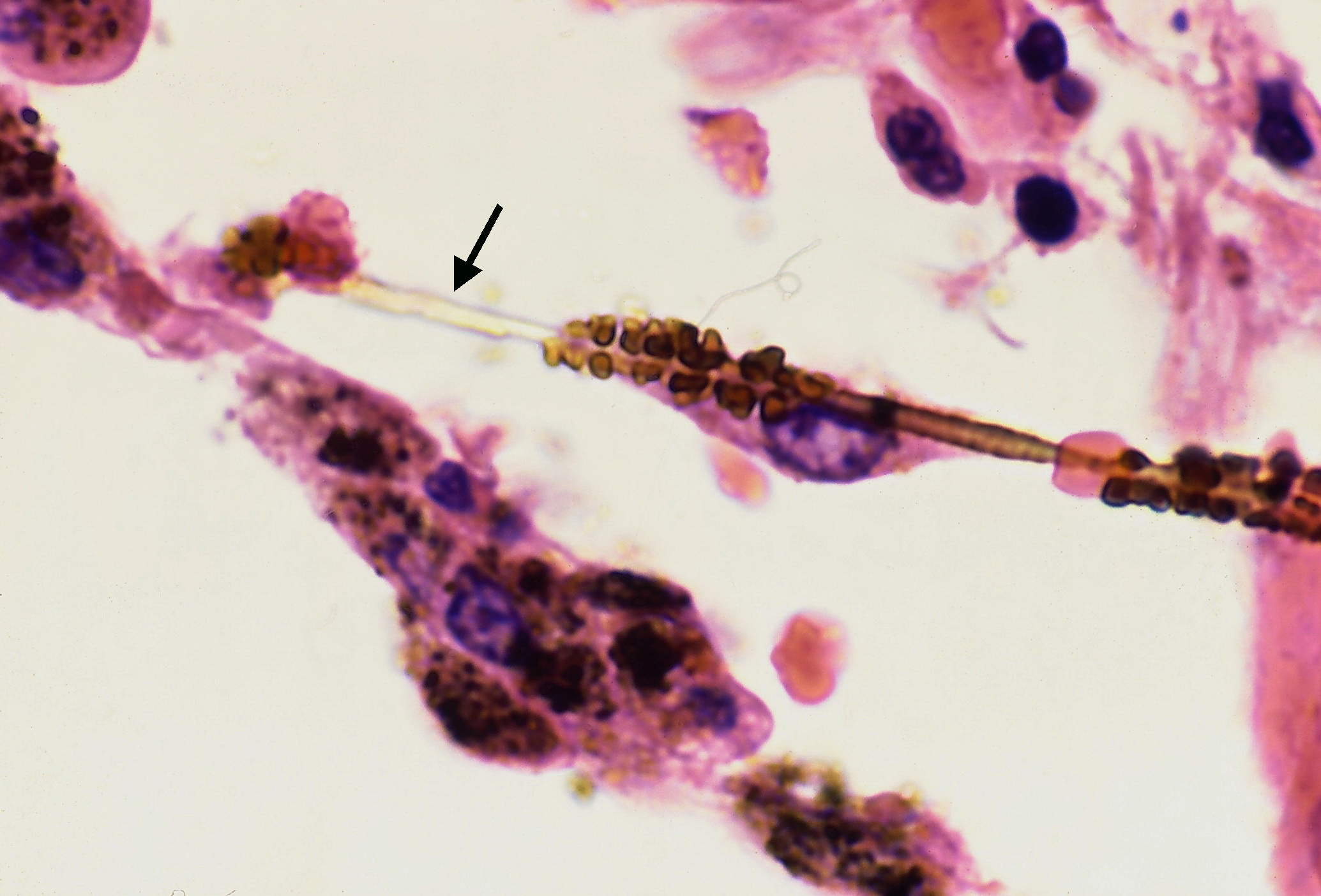
"يشير السهم إلى جزء غير مصقول من ألياف الأسبستوس في هذا الجسم الحديدي."
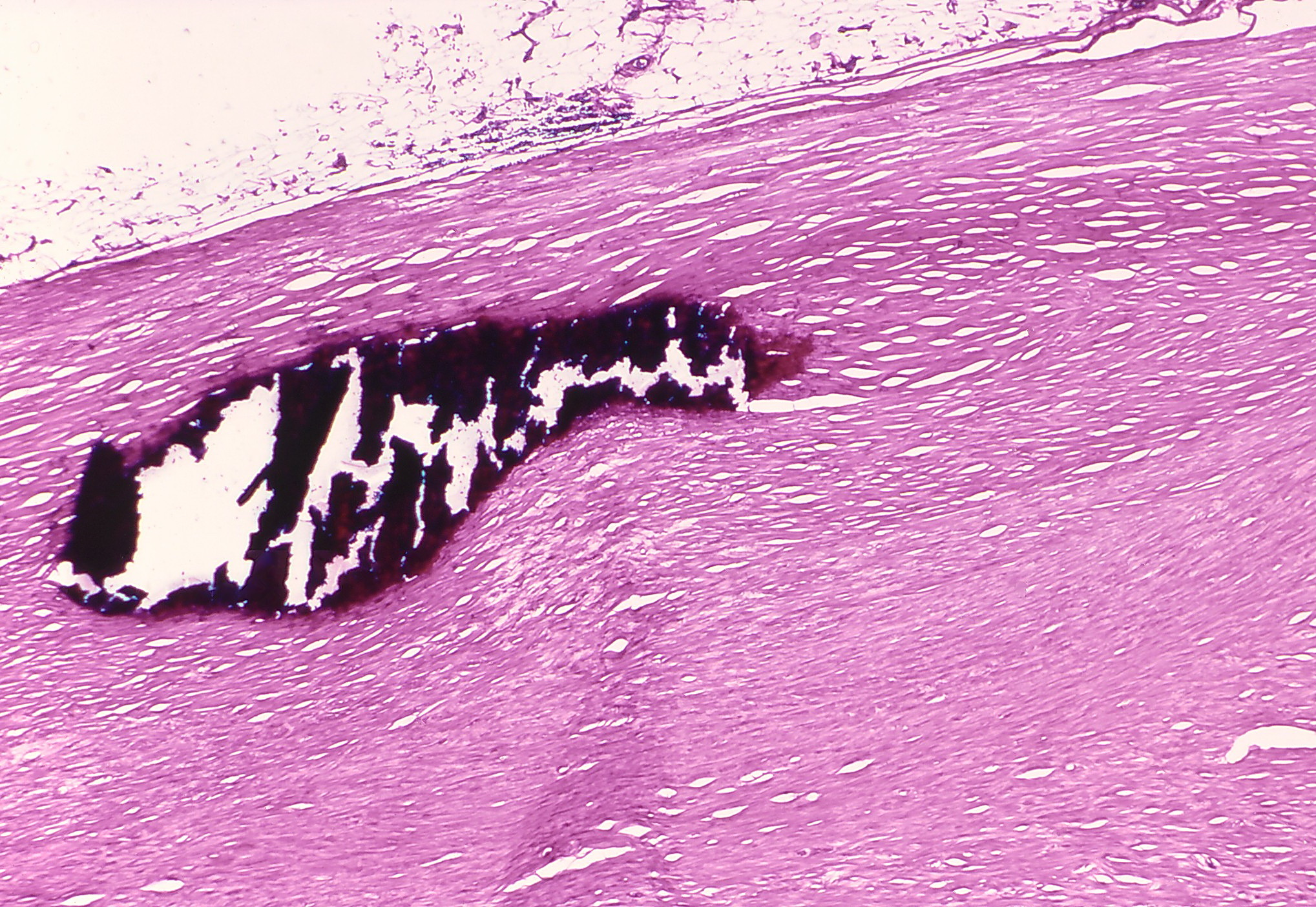
"التليف الجنبي الحاد مع تكلس التنسيق."
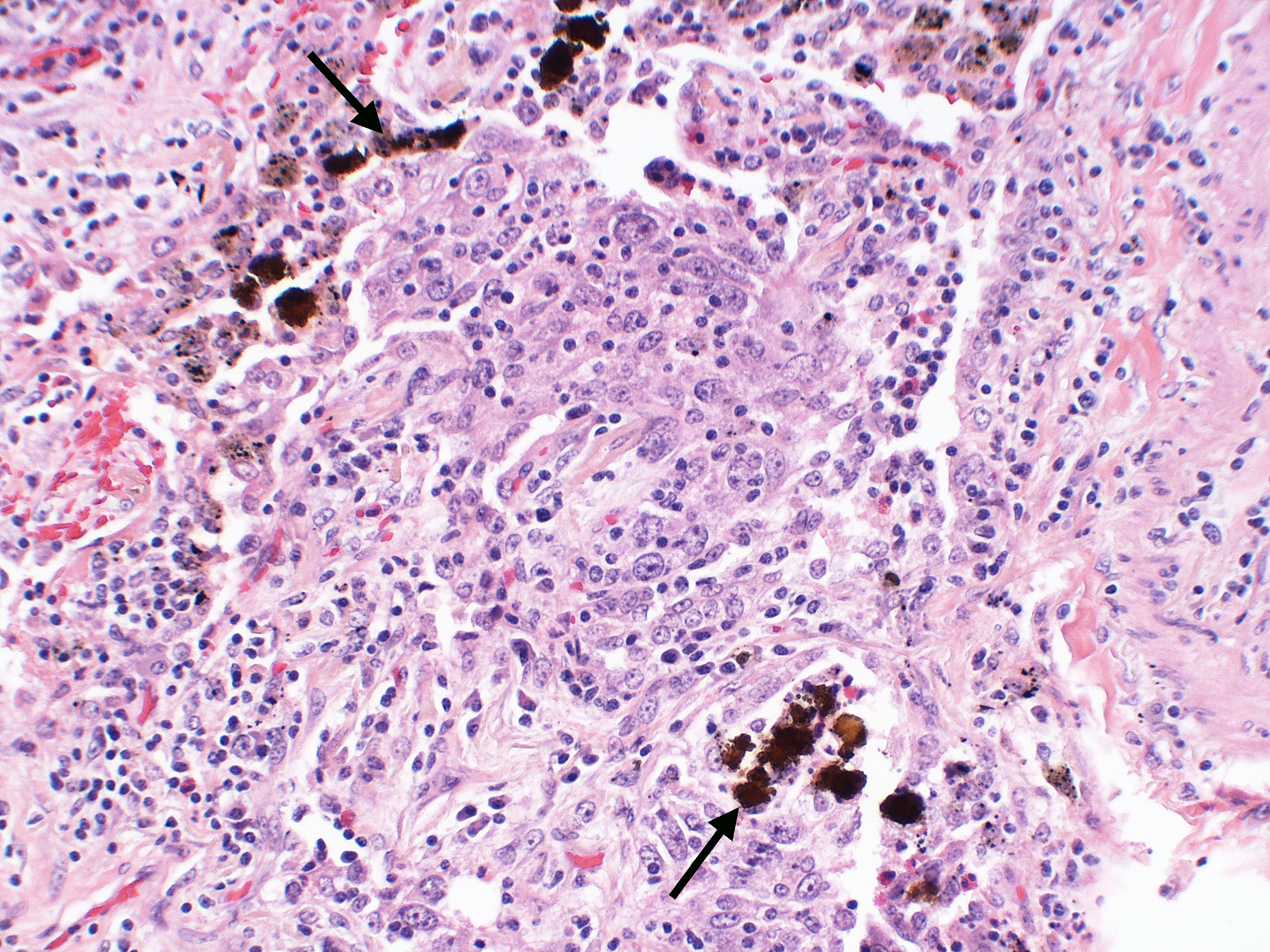
"تشير السهام السوداء إلى الأجسام الحدية التي تقع في محيط تركيز سرطان الرئة ذي الخلايا غير الصغيرة ، NOS."
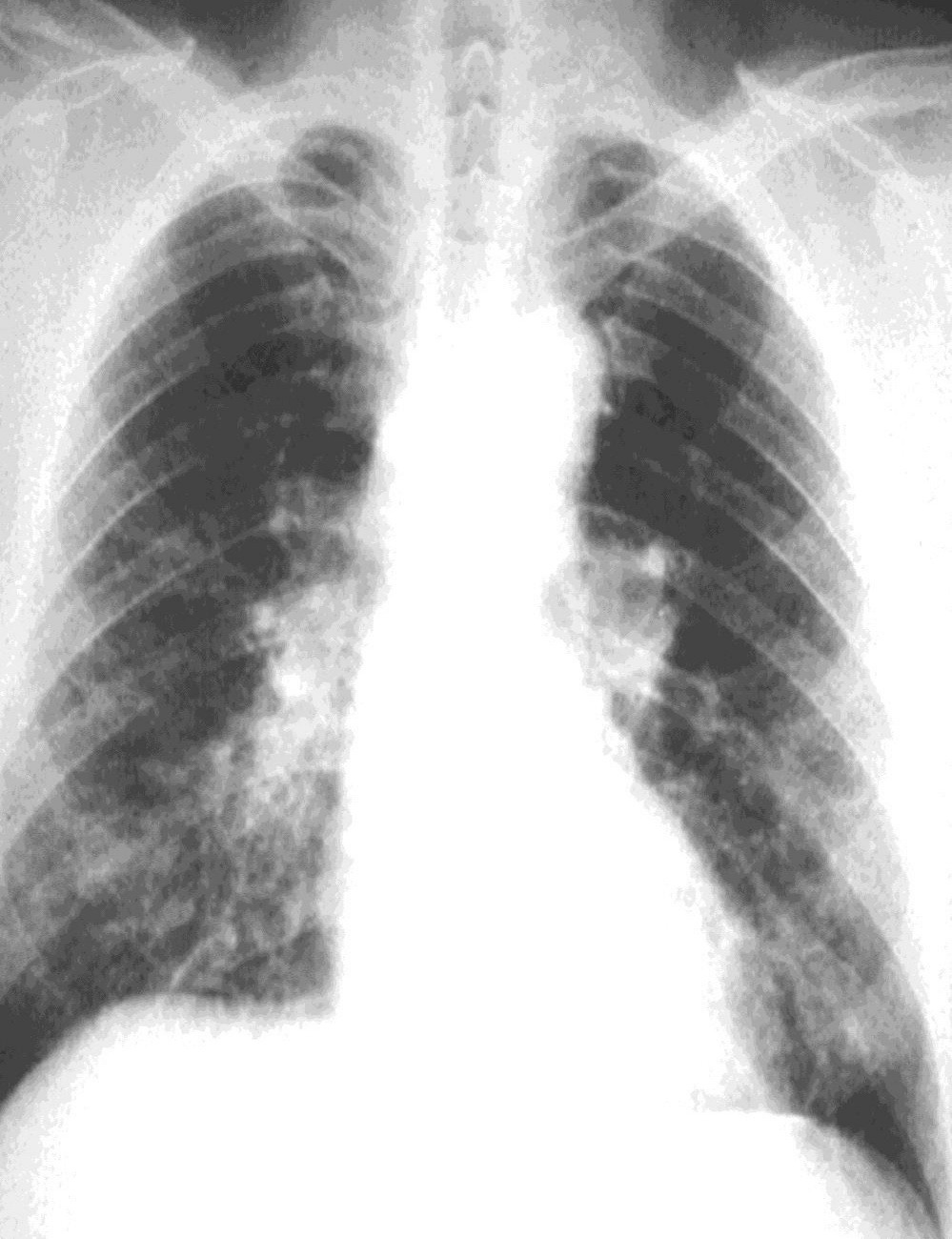
رئة ذات 61 سنة لشخص يعمل في صناعة الأسبست لعقود.

## العلاج
لا يوجد علاج متاح لداء الأسبست. غالبًا ما يكون العلاج بالأكسجين في المنزل ضروريًا لتخفيف ضيق التنفس وتصحيح مستويات الأوكسجين المنخفض في الدم. يشمل علاج الأعراض العلاج الفيزيائي التنفسي لإزالة الإفرازات من الرئتين عن طريق التصريف الموضعي، وقرع الصدر، والاهتزاز. يمكن وصف الأدوية الرذاذة من أجل تخفيف الإفرازات أو علاج مرض الرئة الانسدادي المزمن. يتم إعطاء التحصين ضد الالتهاب الرئوي المكورات الرئوية وتطعيم الإنفلونزا السنوي بسبب زيادة الحساسية للأمراض في حالة الإصابة بداء الأسبست. يضل أولئك الذين يعانون من التليف الرئوي في خطر متزايد لبعض أنواع السرطان. إذا كان الشخص يدخن، فإن الإقلاع عن هذه العادة يقلل من المزيد من الضرر. تُجرى اختبارات وظائف الرئة الدورية والأشعة السينية على الصدر والتقييمات السريرية، بما في ذلك فحص / تقييم السرطان، للكشف عن المخاطر الإضافية.

## المجتمع والثقافة

### قضايا قانونية
كانت وفاة عامل النسيج الإنجليزي نيلي كيرشو في عام 1924 من تليف الرئتين الرئوي هي الحالة الأولى التي تم وصفها في المؤلفات الطبية، وأول تقرير منشور عن المرض ينسب إلى التعرض المهني للأسبست. ومع ذلك، نفى أصحاب العمل السابقون (شركة تيرنر براذرز للأسبست) وجود الأسبست حتى لأن الحالة الطبية لم يتم الاعتراف بها رسميًا في ذلك الوقت. ونتيجةً لذلك؛ لم يقبلوا أي يتحملوا مسؤولية ولم يدفعوا أي تعويض، إما إلى كيرشو أثناء مرضه النهائي أو إلى عائلته المكلومة بعد وفاته. ومع ذلك، فإن نتائج التحقيق في وفاته كانت ذات نفوذ كبير حيث أدت إلى تحقيق برلماني من البرلمان البريطاني. اعترف التحقيق رسميًا بوجود تليف، واعترف بأنه خطير على الصحة، وخلص إلى أنه يرتبط على نحو لا يمكن دحضه باستنشاق غبار الأسبست طويل الأمد. بعد أن أُثبت وجود داء الأسبست على أساس طبي وقضائي، أدى التقرير إلى إصدار أول لوائح لصناعة الأسبستو في عام 1931، والتي دخلت حيز التنفيذ في 1 مارس 1932.
وقد حدثت أول دعاوى قضائية ضد شركات تصنيع الأسبست في عام 1929. ومنذ ذلك الحين، تم رفع دعاوى قضائية عديدة ضد شركات تصنيع الأسبست وأصحاب العمل، لإهمالهم تنفيذ تدابير السلامة بعد أن أصبحت العلاقة بين داء الأسبست والأسبست وورم الظهارة المتوسطة معروفة (يبدو أن بعض التقارير تضع ذلك في وقت مبكر في عام 1898 في العصر الحديث). وقد بلغت الالتزامات الناجمة عن العدد الهائل من الدعاوى القضائية والأشخاص المتضررين مليارات الدولارات. كانت المبالغ وطرق توزيع التعويضات مصدر العديد من قضايا المحاكم ومحاولات الحكومة لحل القضايا القائمة والمستقبلية.
أعلنت حوالي 100 شركة إفلاسها حتى الآن على الأقل جزئيًا بسبب المسؤولية المتعلقة بداء الأسبست. ووفقاً للفصل 11 والفقرة 524 (ز) من قانون الإفلاس الاتحادي، يجوز للشركة أن تنقل التزاماتها وبعض الأصول إلى أمانة الأضرار الخاصة بداء الأسبست، التي تكون مسؤولة بعد ذلك عن تعويض أصحاب المطالبات الحاليين والمستقبليين. مونذ عام 1988، تم تأسيس 60 صندوقًا لتقديم المطالبات بقيمة 37 مليار دولار من إجمالي الأصول. ومن عام 1988 حتى عام 2010 ، يشير تحليل مكتب محاسبة حكومة الولايات المتحدة إلى أن الصناديق قد دفعت حوالي 3.3 مليون مطالبة تقدر قيمتها بحوالي 17.5 مليار دولار.

### حالات ملحوظة
تشمل قائمة بعض الأشخاص البارزين الذين لقوا حتفهم من تليف الرئتين المرتبط بداء الأسبست ما يلي:
- بيرني بانتون، داعية العدالة الاجتماعية
- نيلي كيرشو، أول شخص تم تشخيص حالته بمرض متصل بالأسبست، 1924
- جون ماكدوغال، سياسي
- ستيف ماكوين، ممثل
- ثيودور ستورجون، كاتب

## روابط خارجية
قالب:Wikinewscat
- "Asbestos Toxicity". ATSDR Case Studies in Environmental Medicine. U.S. وزارة الصحة والخدمات البشرية الأمريكية. مؤرشف من الأصل في 2019-09-18.
- "Asbestos health and safety". British Government Health and Safety Executive. مؤرشف من الأصل في 2019-12-12.
- "Asbestos Exposure". National Cancer Institute, USA. مؤرشف من الأصل في 2015-02-24.
- "Environmental Health Guidance Note — Asbestos" (PDF). Queensland Health. مايو 2002. مؤرشف من الأصل (PDF) في 2016-03-12.
- "Asbestos". IRIS — Integrated Risk Information System. US Environmental Protection Agency. CASRN 1332-21-4. مؤرشف من الأصل في 2015-04-16.